# Championnats d'Israël de cyclo-cross

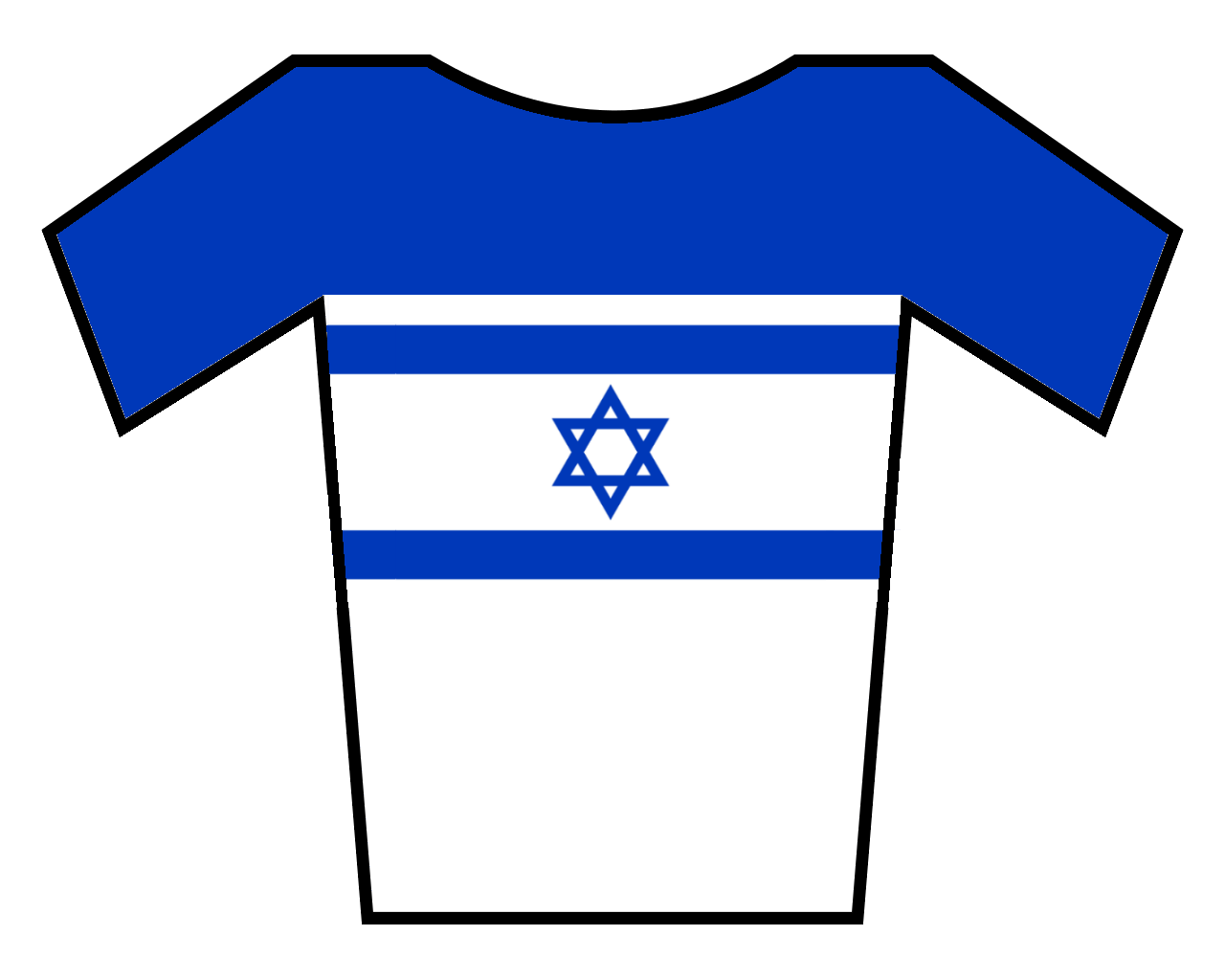
Maillot israélien de cyclo-cross

Les championnats d'Israël de cyclo-cross sont des compétitions de cyclo-cross organisées annuellement afin de décerner les titres de champion d'Israël de cyclo-cross.

## Palmarès masculin

### Élites
| Année | Vainqueur      | Deuxième   | Troisième    |
| ----- | -------------- | ---------- | ------------ |
| 2016  | Aviv Yechezkel | Guy Leshem | Eliad Daniel |

### Juniors
| Année | Vainqueur    | Deuxième   | Troisième       |
| ----- | ------------ | ---------- | --------------- |
| 2016  | Itay Hoyzman | Itay Hadar | Yuval Ben Moshe |